# Miss Ceará 2014
'Miss Ceará 2014' foi a 53.ª edição do tradicional concurso de beleza feminina que escolhe a melhor candidata cearense para a disputa nacional de Miss Brasil 2014. O evento ocorreu no dia 13 de Agosto no Teatro que fica dentro do Shopping Via Sul, em Fortaleza. O concurso contou com diversas atrações musicais e foi gravado. Foi o primeiro concurso sob o comando da modelo Gláucia Tavares. A TV Jangadeiro, assim como no ano passado, transmitiu o certame. Mariana Vasconcelos, Miss Ceará 2013 e semifinalista no Miss Brasil do mesmo ano coroou sua sucessora ao título no final da competição, que teve a participação da então Miss Brasil, a matogrossense Jakelyne Oliveira.

## Resultados

### Colocações
| Posição                 | Município e Candidata |
| Miss Ceará              | - Maracanaú - Melissa Gurgel |
| 2.º Lugar               | - Cambeba - Sabrina Bosford |
| 3.º Lugar               | - Horizonte - Heloísa Nunes |
| 4.º Lugar               | - Conjunto Ceará - Jéssica Castelo |
| 5.º Lugar               | - Granja - Ana Angélica |
| (TOP 10) Semifinalistas | - Crato - Thaynne Silva - Fortaleza - Fernanda Levy - Sobral - Maria Ana Barbosa - Redenção - Virgínia Alves - Pacajus - Maryanna Cabral |

## Candidatas
As candidatas que disputaram este ano: 
| - Cambeba - Sabrina Bosford - Capistrano - Ana Amélia - Crato - Thaynne Silva - Conjunto Ceará - Jéssica Castelo - Fortaleza - Fernanda Levy - Granja - Ana Angélica - Horizonte - Heloísa Nunes - Iguatu - Brenna Kézia | - Juazeiro do Norte - Daiana Gomes - Maracanaú - Melissa Gurgel - Mauriti - Gleydiane Gurgel - Morada Nova - Juliana Girão - Pacajus - Maryanna Cabral - Redenção - Virgínia Alves - Ubajara - Naiara Barroso - Sobral - Maria Ana Barbosa |

## Agenda
- Ago 07: Candidatas chegam à Fortaleza e se hospedam no hotel na Praia do Porto das Dunas.
- Ago 08: As candidatas visitaram a loja da Carmen Steffens no Shopping Via Sul.[6]
- Ago 09: Misses assistem o concurso de Miss São Paulo 2014. Jantar no Restaurante Cantina di Napoli.
- Ago 10: Dia livre para as candidatas curtirem o sol de Fortaleza no Hotel Porto D'Aldeia.
- Ago 11: Palestra sobre cuidados com a estética com o cirurgião plástico George Régis. Pela noite jantar no Crocobeach.
- Ago 12: Avaliação técnica das candidatas pelo diretor técnico do Miss Brasil, Evandro Hazzy.
- Ago 13: Cerimônia de coroação da nova Miss Ceará.

## Curiosidades
- Apenas as representantes de Fortaleza, Maracanaú e Russas foram eleitas por concurso municipal.
- Fernanda Levy (Fortaleza) participou do concurso de talentos promovido pelo Caldeirão do Huck para a novela teen Malhação, da Rede Globo.[7]
- Fernanda Levy Correia Lima (Fortaleza) tem curiosamente o mesmo sobrenome da primeira cearense a se tornar Miss Brasil, Emília Correia Lima.